# Timerio
Timerio ist eine auf Zahlen basierende Plansprache, die 1921 von dem Berliner Architekten Tiemer als reine Schriftsprache einem ausgewählten Publikum vorgestellt wurde. Bei dieser Sprache wird jedem sprachlichen Konzept eine Nummer zugewiesen. Dadurch sollte sie bei einer einfachen – auch automatisierten – Übersetzung zwischen zwei Sprachen helfen. Die Idee von Timerio baut auf der Dezimalklassifikation von Gottfried Wilhelm Leibniz auf. Einzige Voraussetzung ist die Annahme, dass bei allen Kulturvölkern dieselben Begrifflichkeiten bekannt sind.
Beim Timerio handelt es sich nicht um eine Welthilfssprache im engeren Sinne, wie etwa beim Volapük oder beim Esperanto, vielmehr sollte sie ein Verständigungsmittel darstellen. Im Gegensatz zu anderen Sprachen muss sie nicht extra erlernt werden, da alle Begriffe in einem Buch oder einer Datenbank nachgeschlagen werden können und sich ein Sprechen des Timerio ohnehin schwierig gestaltet.

## Wortschatz
Tiemer ging davon aus, dass sich jede Idee mit etwa 7000 Zeichen ausdrücken ließe, der Grundwortschatz des Timerio umfasste daher ebendiese Zahl von Begriffen. Allerdings gab es Überlegungen, den Wortschatz für spezielle Themen, zum Beispiel Technik oder Pharmazie, durch bestimmte Vorsätze zu erweitern. Spezielle Beispiele für einzelne Begriffe sind allerdings wegen der skizzenhaften Beschreibung der Sprache nur wenige überliefert. Auch kann davon ausgegangen werden, dass einzelne Zahlen in ihrer Bedeutung noch nicht festgelegt waren.
| Zahl | Bedeutung |
| ---- | --------- |
| 1    | ich       |
| 2    | du        |
| 30   | schreiben |
| 80   | lieben    |
| 164  | groß      |
| 980  | Brief     |
| 1673 | Farbe     |
| 6215 | Vater     |

## Grammatik
| Zeitformen                          | Zeitformen          |
| ----------------------------------- | ------------------- |
| {\displaystyle 1-{\underline {30}}} | ich schrieb         |
| {\displaystyle 1-{\overline {30}}}  | ich werde schreiben |

| Deklination             | Deklination |
| ----------------------- | ----------- |
| {\displaystyle 6215}    | der Vater   |
| {\displaystyle 6215II}  | des Vaters  |
| {\displaystyle 6215III} | dem Vater   |

Um eine Sprache ausreichend abzubilden, wurde auch das Timerio mit einer Grammatik ausgestattet. Um die Vergangenheit auszudrücken, wird etwa die Tätigkeitszahl unterstrichen, für die Zukunftsform wird ein Strich über dieser Zahl gezogen. Die Mehrzahl wird durch eine hochgestellte Zwei dargestellt, so bedeutet 980² Briefe. Eine Steigerung von Adjektiven ist ebenfalls möglich: 164 bedeutet groß, 164* größer und 164*** am größten.
Das Bindewort und wird durch ein Plus dargestellt, also etwa 1+2 – Ich und du. Um eine Zahl an sich auszudrücken, wird sie in Klammern gesetzt: (5) heißt also fünf. Um ein Substantiv oder ein Adjektiv zu deklinieren, wird die Ordnungsnummer des Falls als römische Zahl an den entsprechenden Ausdruck angehängt. Weiterhin ermöglicht die Grammatik die Ableitung aus Wortstämmen, zum Beispiel heißt 1673 Farbe, >1673 heißt farbig und 1673< bedeutet färben.

## Beispiele
Beispiele aus dem Timerio sind nur wenige überliefert, das bekannteste hat allerdings durch das Internet eine weite Verbreitung gefunden: 1-80-17 bedeutet ich liebe dich.
Weitere Beispiele sind:
{\displaystyle 1-{\overline {30}}-(3)-980^{2}} – Ich werde drei Briefe schreiben.

{\displaystyle 6215-{\underline {80}}-164->1673-980^{2}} – Der Vater liebte große, farbige Briefe.

## Rezension
Während das Timerio von vielen für seine Möglichkeit zur schnellen und einfachen Übersetzung anerkannt wurde, bezeichnete es Wilhelm Oppermann in seinem  Werk Aus dem Leben unsrer Muttersprache als Spielerei, da es keinesfalls wirklich gesprochen werden kann. Wiederum andere bemerken, dass Timerio eine interessante Idee sei, aber ein Bilderbuch wäre doch einfacher.